# 89P/Russell
La comète Russell 2, officiellement 89P/Russell, est une comète périodique du système solaire, découverte le 28 septembre 1980 par Kenneth S. Russell au UK Schmidt Telescope de l'observatoire de Siding Spring en Australie.